# Experimental Breeder Reactor I EBR-I
El Reactor Experimental Reproductor Número Uno (en el inglés original Experimental Breeder Reactor I,  EBR-I) fue la primera planta de energía nuclear experimental del mundo. El 20 de diciembre de 1951, el éxito de un experimento con el EBR-I demostró la viabilidad de la energía nuclear al iluminar cuatro bombillas. EBR-I es desde 1966 un lugar calificado como emplazamiento histórico nacional de los Estados Unidos. Se encuentra en el desierto, a 18 millas al sudeste de Arco, Idaho. Esta instalación está considerada el lugar de nacimiento de la energía atómica utilizable a partir de un reactor nuclear para producir energía eléctrica.

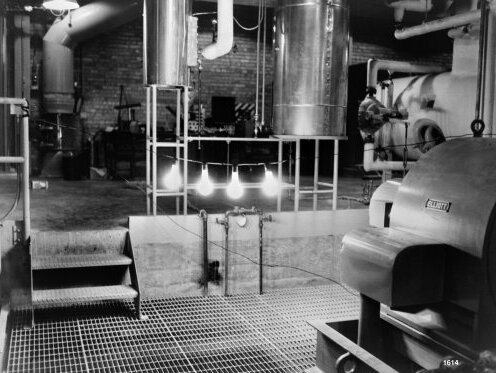
La primera producción de energía nuclear eléctrica en el Laboratorio Nacional de Argonne tuvo lugar el 20 de diciembre de 1951, cuando cuatro bombillas se encendieron con la electricidad generada del reactor EBR-1.

La construcción de EBR-I empezó a finales de 1949 como parte de la Planta Nacional de Pruebas de Reactores, ahora conocida como Laboratorio Nacional de Idaho (INL). El propio reactor fue diseñado por Walter Zinn y el Laboratorio Nacional Argonne. La instalación del reactor en el EBR-I tuvo lugar a principios de 1951 y la primera reacción alcanzó su criticidad el 24 de agosto de 1951. El 20 de diciembre de ese año, se consiguió con éxito y por primera vez la energía atómica. El objeto del diseño de EBR-I no era el de producir electricidad sino el de validar los principios de física nuclear que sugerían la posibilidad de un reactor de reproducción. En 1953, experimentos revelaron que el reactor estaba produciendo combustible adicional durante la fisión nuclear, lo que confirmaba lo que era una hipótesis. No obstante, el 29 de noviembre de 1955, el reactor EBR-I sufrió una fusión parcial debido a un error de operador, siendo reparado a continuación y pudo proseguir con otros experimentos.

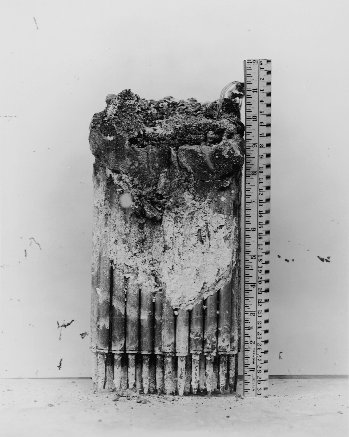
Fotografía de parte del núcleo fundido después de la fusión parcial de 1955.

Además de generar la primera electricidad en el mundo a partir de la energía atómica, el EBR-I fue también el primer reactor de reproducción que utilizó como combustible el plutonio. EBR-I fue desactivado en 1964 y fue sustituido por un nuevo reactor, el Experimental Breeder Reactor EBR-II.
Aunque EBR-I produjo la primera electricidad a partir de energía nuclear, una planta de reactor BORAX (también perteneciente al Laboratorio Nacional Argonne) fue la primera en suministrar electricidad a la red eléctrica, concretamente a la del cercano pueblo de Arco, Idaho, en 1955.
El EBR-I fue declarado lugar nacional por el presidente Lyndon Johnson y por Glenn T. Seaborg el 25 de agosto de 1966. El emplazamiento fue abierto al público en 1976. En el emplazamiento también se muestran dos prototipos de reactores del Proyecto de Propulsión Nuclear Aérea de los años 50.